# HOV/DJSCR
HOV/DJSCR is een amateurvoetbalvereniging uit Rotterdam, Zuid-Holland, Nederland.
De club speelt op het eigen sportpark aan de rand van het Kralingse Bos in de Rotterdamse deelgemeente Kralingen-Crooswijk.
De thuiswedstrijden worden op “Sportcomplex de Bosdreef” gespeeld.

## Algemeen
HOV/DJSCR is in 2009 ontstaan uit de fusie tussen de voetbalverenigingen HOV en DJSCR. HOV (Hoop Op Vooruitgang) werd opgericht op 10 april 1918. DJSCR (De Jonge Spartaan SCR Sport Club Rotterdam) ontstond in 1992 uit de fusie tussen de voetbalverenigingen DJS, opgericht op 1 juni 1920, en SCR, opgericht op 28 oktober 1956 en Zwart/Wit opgericht in het jaar 1912.
H.O.V. was een aftakking van Sparta, Spartanen die het niet redde in het eerste elftal richten hun eigen vereniging op.
De Spartanen bedachten daarop een andere betekenis voor de letters H.O.V.: Hup Ouwe Vrouwen!
H.O.V. was een aantal jaar een grote vereniging en speelde zelfs in de eerste ronde van het K.N.V.B. beker toernooi tegen Ajax. Wat een happening moet dat geweest zijn, de gouden plaquettes (krantenknipsels) hangen nog steeds in de kantine (zeker de moeite waard om eens te bekijken als je er toch ben).
Verder stond H.O.V. bekend om het grote Internationale A junioren toernooi met de Pinksteren.

## HOV/DJSCR als leverancier voor het betaalde voetbal
In het verleden heeft HOV/DJSCR diverse spelers aan het betaalde voetbal geleverd.
Sommige hebben bij verscheidene betaalde verenigingen in binnen- en buitenland gespeeld, en zijn later het trainersvak ingegaan.

### HOV
Jan Allart (Sparta) Wim Blok ( DOSKO) Henk Bolman (DOSKO) Jan Boskamp (Feyenoord) John van Diggele (Excelsior) Cees van Herpen (SVV) Arie Huizer (Sparta) Frits de Kok (DOSKO) Hans de Koning (AZ) Hans Loovens (FC Twente) Rodney van Ooyen (Sparta) Cor Peitsman (SVV) Bep de Ruyter (Sparta) Rinus Steenbergen (Excelsior) Aad van der Vall (Feyenoord) Kick van der Vall (Feyenoord) Leen van der Weel (Sparta) Wim Wolffers (Xerxes) Nourdin Boukhari (Sparta)

### DJS
Ron van den Berg (Sparta) Jan Vermulm (SVV)

### SCR Sport Club Rotterdam
Henk van Leeuwen (Feyenoord)

### Zwart/Wit
Ger de Winkel (Go Ahead Eagles en Haarlem)

## Ereleden
Deze leden hebben zich in het verleden en heden erg verdienstelijk gemaakt voor de vereniging.

### Ereleden HOV/DJSCR
F. den Haan

### Lid van verdienste HOV/DJSCR
C. de Keijzer
P. A. Kok
N. Radder
Mevr. P. van Essen
A. Hagestein (de zilveren K.N.V.B. speld)

### Ereleden HOV
N.F.W. Donker (de gouden K.N.V.B. speld)
Mevr. C. Lakwijk
A.Valk sr. (de gouden K.N.V.B. speld)

### Erevoorzitter HOV
A.H. Verschoor (de zilveren K.N.V.B. speld)

### Lid van verdienste HOV
M. Agthoven
C.J Lakwijk
J. Lussenburg
W.H. Ooteman
T.H. Reedijk
R. Schallenberg
G. Snijder
A.Valk jr.

### Lid van verdienste DJS
Th. M. Kappelhof (de gouden K.N.V.B. speld)
G. v.d. Lek
J.H. Mangert (de zilveren K.N.V.B. speld)
Mevr. W.A. Rosbergen
A.D. Treffers (lid van verdiensten K.N.V.B. en de zilveren K.N.V.B. speld)

### Ereleden DJS
J.P. Dubbeld (de gouden K.N.V.B. speld)

### Lid van verdienste DJS
D.A. Bakker
L. van Daalen

### Ereleden SCR
Mevr. H. J. Termeer (de gouden K.N.V.B. speld)

### Lid van verdienste SCR
F. den Haan
D.J. Geneugelijk

## Standaardelftallen

### Zaterdag
Het standaardelftal in de zaterdagafdeling is in het seizoen 2023/24 niet ingeschreven voor het standaardvoetbal van het KNVB-district West-II.

#### Competitieresultaat 2020-heden (zaterdag)
| 12* 4G |

| 11* 4G |

|  |

|  |

|  |

- = Dit seizoen werd stopgezet vanwege de uitbraak van het coronavirus. Er werd voor dit seizoen geen officiële eindstand vastgesteld.

| Tweede divisie | Derde divisie | Vierde divisie | Eerste klasse |
| Tweede klasse  | Derde klasse  | Vierde klasse  | Vijfde klasse |

### Zondag
Het standaardelftal in de zondagafdeling speelt in het seizoen 2024/25 in de Vierde klasse van het KNVB-district West-II.

#### Erelijst
kampioen Vierde klasse: 2015

#### Competitieresultaten 2010–heden (zondag)
| 10 4F |

| 8 4F |

| 10 4E |

| 6 4E |

| 12 4B |

| 1 4C |

| 2 3C |

| 8 3C |

| 11 3C |

| 11 HA 5 Q2 |

| 6* 3B |

| 5* 3B |

| 10 3D |

|  |

| 6 4B |

| — 4 |

- = Dit seizoen werd stopgezet vanwege de uitbraak van het coronavirus. Er werd voor dit seizoen geen officiële eindstand vastgesteld.

| Tweede divisie | Derde divisie | Vierde divisie | Eerste klasse |
| Tweede klasse  | Derde klasse  | Vierde klasse  | Vijfde klasse |

## DJSCR

### Competitieresultaten 1993–2009
| 4 4E |

| 5 4E |

| 9 4E |

| 12 4F |

| 12 4G |

| 9 4H |

| 12 4H |

| 7 5E |

| 7 5F |

|  |

| 9 5F |

| 6 5D |

| 4 5D |

| 11 4E |

| 6 5B |

| 9 5B |

| 6 5B |

| Vierde klasse | Vijfde klasse |

In elke staaf van de grafiek staat van boven naar beneden vermeld: 
- Eindnotering

Dit is de positie die de club heeft bereikt in de competitie, zonder eventuele beslissings-, play-off- of nacompetitiewedstrijden die nodig zijn geweest om bijvoorbeeld de kampioen van de competitie te bepalen.
Indien een * achter het getal staat is de notering een tussenstand en kan het zijn dat de notering niet overeenkomt met de uiteindelijke eindstand van de competitie.
Staat er een - dan is het seizoen nog bezig en is er geen definitieve uitslag bekend.
Staat er xx op de positie van de notering, dan heeft de club vroegtijdig de competitie verlaten. Dit kan onder andere komen door terugtrekking van het team, faillissement van de club of door een uitgedeelde straf van de KNVB. In veel gevallen staat elders in het artikel de reden vermeld.
Staat er een ? dan is het resultaat uit het verleden onbekend, en is alleen de competitie of het niveau bekend van dat seizoen.
In de seizoenen 2019/20 en 2020/21 werd wegens de coronacrisis het amateurvoetbal afgebroken. Daardoor kennen deze staven geen eindklassering (middels -- weergegeven).
- Competitieniveau en afdelingsletter of Officiële eindstand Eredivisie
  - Competitieniveau en afdelingsletter

Hierbij geeft het getal het niveau weer, dat ook terug te vinden is in de legenda. De letter is de afdelingsaanduiding en wordt gebruikt wanneer er meer afdelingen zijn op hetzelfde niveau. De afdelingsletter is altijd een hoofdletter en wordt meestal zonder nummer gebruikt.
Voorbeeld: 2F is niveau 2e klasse competitie F.
Het competitieniveau en nummer wordt niet vermeld wanneer er slechts één competitie van dit niveau was.
  - Officiële eindstand Eredivisie (getal staat tussen haakjes vermeld)

Sinds de introductie van play-offwedstrijden voor Europees voetbal na afloop van de reguliere competitie in 2005/06, is de KNVB verplicht een eindstand van de Eredivisie door te geven aan de UEFA aan de hand van deze play-offwedstrijden.
Bij deze eindstand staan clubs die zich hebben gekwalificeerd voor Europees voetbal hoger dan clubs die zich niet wisten te kwalificeren. Indien er geen verschil was tussen de eindnotering en de officiële eindstand, staat dit getal niet vermeld.

- Onderafdeling

Hier staat afgekort de naam van de onderafdeling indien de club in dat jaar in een onderafdeling uitkwam. Tevens staat deze afkorting in de legenda en wordt gelinkt naar het artikel over deze onderafdeling. Deze afkorting wordt alleen vermeld wanneer de club in het verleden in verschillende onderafdelingen heeft gespeeld. Deze vermelding is in de staaf altijd in kleine letters. Deze onderafdelingen zijn na het seizoen 1995/96 afgeschaft. Heeft de club in slechts één onderafdeling gespeeld, dan is dit alleen terug te vinden in de legenda.
Onder de staaf staat het jaartal vermeld waarin het seizoen is afgesloten. 15 verwijst naar het seizoen 2014/15 of eventueel het seizoen 1914/15.
Wanneer een staaf leeg is, zijn deze gegevens niet bekend. Het kan ook zijn dat de club dat seizoen niet heeft meegespeeld op het hogere amateurniveau, vroegtijdig de competitie heeft verlaten of uit de competitie is gezet.

In het seizoen 1944/45 was er wegens de Tweede Wereldoorlog geen regulier competitievoetbal.

## HOV

### Competitieresultaten 1940–2003
| 2 O |

| 3 4G |

| 2 4I |

| 2 4G |

| 2 4G |

|  |

| 1 4E |

| 3 3D |

| 2 3F |

| 3 3F |

| 1 3D |

| 10 2A |

| 1 3C |

| 5 2A |

| 8 2A |

| 10 2A |

| 4 2A |

| 7 2B |

| 10 2B |

| 12 2B |

| 9 3C |

| 5 3D |

| 2 3C |

| 1 3D |

| 5 2B |

| 8 2B |

| 8 2A |

| 7 2B |

| 7 2B |

| 4 2B |

| 12 2B |

| 8 3D |

| 1 3D |

| 2 2B |

| 2 2B |

| 11 1B |

| 5 1B |

| 12 1B |

| 10 1B |

| 8 1B |

| 11 1B |

| 8 1B |

| 13 1B |

| 9 1B |

| 2 1B |

| 9 1B |

| 13 1B |

| 11 2B |

| 5 2A |

| 4 2B |

| 7 2B |

| 3 2B |

| 10 2B |

| 4 3D |

| 11 3D |

| 7 4E |

| 4 4F |

| 1 4F |

| 2 3C |

| 1 3D |

| 6 2D |

| 2 2D |

| 11 2D |

| 11 3C |

| Eerste klasse | Tweede klasse | Derde klasse | Vierde klasse | Noodcompetitie |

### Bekende (oud-)spelers
- Jean-Paul Boëtius
- Johan Boskamp
- Nourdin Boukhari
- John van Diggele
- Jos van Eck
- Hans de Koning
- Hans Loovens
- Cecilio Lopes
- Cor Peitsman
- Steven Fernandes Pereira
- Kick van der Vall